# Artur Almeida
Artur Nogueira de Almeida Neto, más conocido como Artur Almeida (Belo Horizonte, 18 de mayo de 1960-Lisboa, 24 de julio de 2017), fue un periodista brasileño.

## Biografía
Hijo del también periodista Guy de Almeida y graduado por la Pontificia Universidad Católica de Minas Gerais, en 1987 empezó por primera vez en TV Globo Minas saliendo en 1990 y sólo regresando en 1992. Su segunda fase en la emisora duró 25 años, terminando cuando falleció. Artur ocupó las funciones de editor en jefe y presentador del noticiero MGTV entre 1997 y 2005 y de 2009 a 2017. Entre 2005 y 2009, Artur ocupó las mismas funciones en Bom Dia Minas.

## Muerte
Murió el 24 de julio de 2017, víctima de un paro cardiorespiratorio mientras estaba de vacaciones en Lisboa, Portugal.